# Lüttchendorf

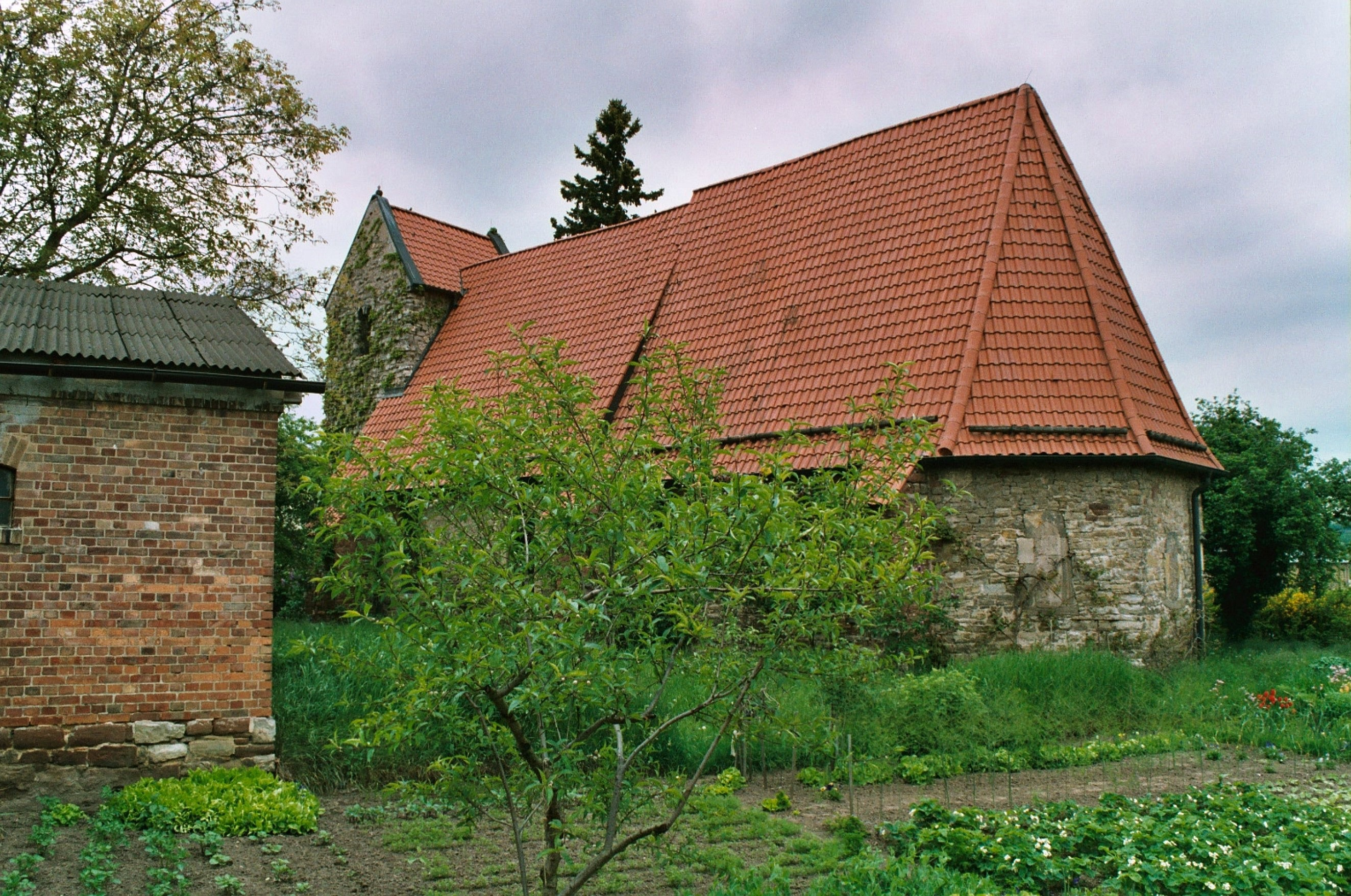
Dorfkirche

Lüttchendorf ist ein Ortsteil der Gemeinde Seegebiet Mansfelder Land im Landkreis Mansfeld-Südharz in Sachsen-Anhalt.

## Geografie
Lüttchendorf liegt ca. 6 km südöstlich von Eisleben am Süßen See.
Als Ortsteil der ehemaligen Gemeinde war Wormsleben ausgewiesen.

## Geschichte
In einem zwischen 881 und 899 entstandenen Verzeichnis des Zehnten des  Klosters Hersfeld wird Lüttchendorf als zehntpflichtiger Ort Luzilendorpf im Friesenfeld erstmals urkundlich erwähnt. 1120 folgte die Erwähnung als Luttekendorp.
Die preußische Staatschaussee von Halle nach Nordhausen (später bis nach Kassel) wurde 1824 bis 1826 erbaut. An dieser, heute die Bundesstraße 80, haben sich bis heute zwei Meilensteine (Viertelmeilenstein, Halbmeilenstein) sowie ein Chausseehaus erhalten.
Am 1. Juli 1950 wurde die bis dahin eigenständige Gemeinde Wormsleben eingegliedert. Am 1. Januar 2010 schlossen sich die bis dahin selbstständigen Gemeinden Lüttchendorf, Amsdorf, Aseleben, Erdeborn, Hornburg, Neehausen, Röblingen am See, Seeburg, Stedten und Wansleben am See zur Einheitsgemeinde Seegebiet Mansfelder Land zusammen. Gleichzeitig wurde die Verwaltungsgemeinschaft Seegebiet Mansfelder Land, zu der Lüttchendorf gehörte, aufgelöst.

## Wappen und Flagge
Blasonierung: „In Blau geschnittenen silbernen Fischer in einem silbernen Boot sitzend, in der linken Hand einen schwarzen Dreispieß; im silbernen Schildfuß eine rote Weintraube mit Blattwerk.“
Die Flagge der ehemaligen Gemeinde Lüttchendorf zeigt die Farben Silber (Weiß) - Blau in Längsrichtung geteilt, sowie in der Mitte das Wappen.

## Wirtschaft und Infrastruktur

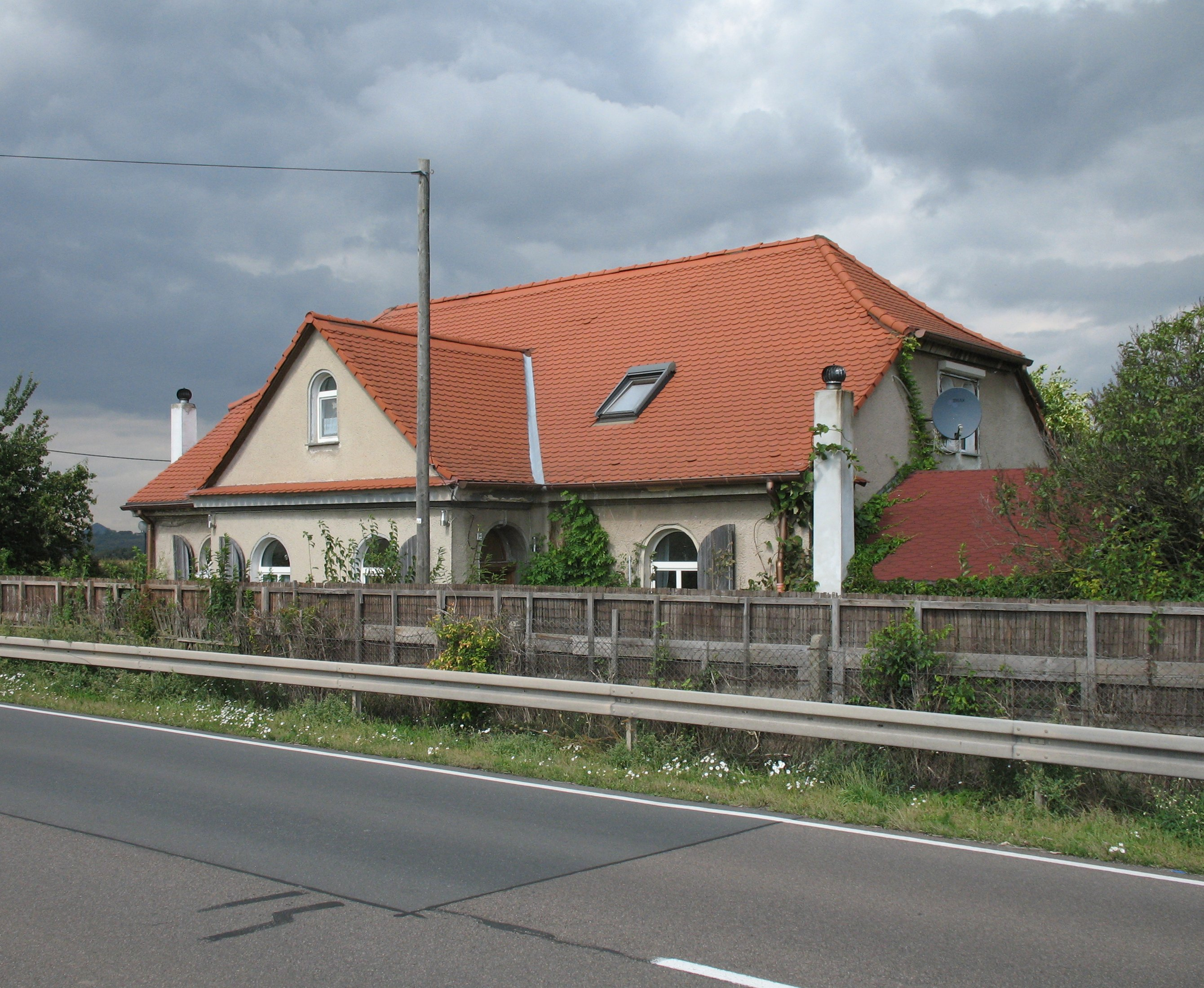
Chausseehaus an der B 80

### Verkehr
- Zur Bundesstraße 80 die Eisleben und Halle (Saale) verbindet, sind es in südlicher Richtung ca. 300 m.